# Wilhelm Embacher
Wilhelm Embacher (* 8. November 1914; † 7. Februar 2008 in Saalfelden, Salzburg) war ein österreichischer Geodät, Erfinder, Ingenieurkonsulent und Hochschulprofessor an der TH Wien und der Universität Innsbruck. Seine Spezialgebiete waren die Geodätische Astronomie und Anwendungen der Gravimetrie in den Ingenieurwissenschaften. Er entwickelte mehrere einschlägige Methoden und Instrumente, von denen die Embacher-Methode zur geografischen Ortsbestimmung und die gravimetrische Felsmutung bis heute angewandt werden.

## Leben
Willi Embachers Eltern waren Anna und Engelbert Embacher, der Vater Betriebsleiter des Saalfeldener Elektrizitätswerks. Nach der Volksschule in Saalfelden kam er an die Oberrealschule in Linz, wo er 1932 mit Auszeichnung maturierte. Danach begann er das Physik-Studium an der TH Wien, wechselte nach 3 Jahren auf Vermessungswesen und erlangte kurz vor dem Militärdienst 1939 das Absolutorium. Bei Kämpfen an der West- und Ostfront erhielt er mehrere Tapferkeitsauszeichnungen, wurde schwer verwundet und verlor ein Auge. Die Rekonvaleszenz nützte Embacher dafür, sein Studium 1944 mit dem Dipl.-Ing. abzuschließen, und heiratete die Vermessungsbeamtin Paula geb. Winkelmayer. Sie hatte noch vor ihm als erste Geodätin Österreichs das Diplom erlangt. Zu Kriegsende geriet Embacher aber bis 1946/47 in englische Kriegsgefangenschaft.
Aus dieser kehrte er 1948 als Hochschulassistent an die TH Wien zurück und wurde bereits im Folgejahr mit einer Dissertation über Vektorielle Ausgleichsrechnung promoviert – gleichzeitig mit Paula Embacher, welche das Thema Gradmessung bearbeitet hatte. Zu diesem seltenen Ereignis und der Geburt des dritten Kindes kam hinzu, dass auch der damalige Rektor Friedrich Hopfner ein Geodät war und für die Promotion der Eheleute einen Sondertermin im Juli 1949 ansetzte – wenige Wochen vor seinem Unfalltod.
Als 1950 Dozent Friedrich Hauer Ordinarius für Ingenieurgeodäsie wurde, übernahm Embacher dessen Assistentenstelle am Institut für Höhere Geodäsie; dessen Professur war seit Hopfners Tod vakant und blieb es wegen der Kriegsfolgen noch lange. Neben den dadurch erwachsenden Pflichten war Embacher den Studenten ein beliebter Ratgeber und labte sie jedes Mal mit einem Apfel. Seiner wachsenden Erfahrung in der Vermessungspraxis folge 1955 die Habilitation für die Fachgebiete Geografische Ortsbestimmung und Landesvermessung, 1964 die Ernennung zum a.o. Professor. Im selben Jahr erhielt er die Befugnis als Ingenieurkonsulent für Vermessungswesen und führte sein Büro in Saalfelden (mit seiner Frau) bzw. in Wien IX.

## Akademischer Lehrer und Erfinder
Neben Aufgaben der Ingenieurgeodäsie bearbeitete Embacher vor allem Themen und neue Anwendungen der Gravimetrie und spezielle Vermessungen wie der Tauern Autobahn. Zur astronomischen Orientierung dieser und anderer Tunnelprojekte entwickelte er zwei spezielle Beobachtungsverfahren (Embacher-Methode und die von ihm spaßhaft "Zwiemandln" genannte Simultanmethode zur Richtungsübertragung), mit deren praktischer Erprobung er die späteren Professoren Kurt Bretterbauer und Gottfried Gerstbach beauftragte. Während sich die erstgenannte Methode in der Fachliteratur etablierte, erbrachte die zweitgenannte -- außer für sehr erfahrene Beobachter -- nicht die erwartete Genauigkeit.
An der TH lehrte Embacher neben geodätischen Lehrveranstaltungen auch Flugnavigation. Ende 1967 wurde er als o. Universitätsprofessor nach Innsbruck berufen, wo er Vorstand des neu gegründeten Instituts für Vermessungswesen und Photogrammetrie wurde. Zu seinen bleibenden Verdiensten zählt der Aufbau der Innsbrucker Baufakultät und die Einführung der Geodätischen Wochen im Bundessportheim (jetzt Universitätszentrum) Obergurgl. Diese Kombination von Fachtagung und professionell geführten Schikursen wurde nach Embachers Emeritierung 1985 von seinen Nachfolgern Günter Chesi und Klaus Hanke in 2-Jahres-Abständen weitergeführt.

## Hauptarbeitsgebiete
Die Schwerpunkte von Embachers Forschungstätigkeit waren:
- Das Erdschwerefeld, die Gravimetrie und neue Einsatzgebiete moderner Gravimeter (siehe Askania), unter anderem zur Messung von Erdgezeiten. Durch Präzisionsgravimetrie und Schweregradienten gelang ihm erstmals die Ortung unterirdischer Hohlräume und Felsmutungen;
- Aufbau des gravimetrischen Testfeldes Buschberg (Niederösterreich);
- Die Astrogeodäsie (Instrumentenkunde), Entwicklung der Embacher-Methode zur Azimut- und Breitenbestimmung, Einführung einschlägiger Nachtübungen für Geodäsie-Studenten;
- Ingenieurgeodäsie im Gebirge, Einfluss der Lotabweichungen auf ingenieurgeodätische Arbeiten, z. B. im Verkehrswege- und Tunnelbau.

## Auszeichnungen
- 1984: Großes Silbernes Ehrenzeichen für Verdienste um die Republik Österreich[2]